# ریدالف
ریدالف یک برنامه برای نمایش اطلاعات مختلف در مورد آبجکت فایل ها در سیستم های مشابه Unix مانند آبجدامپ ( objdump ) است. ریدالف بخشی از گنو بین‌یوتیلز ( GNU binutils ) است . 

## ریدالف و آبجدامپ
آبجدامپ کارکردی مشابه اما با ویژگی های متفاوت دارد، مانند جداسازی ( disassembling ) . تفاوت اصلی این است که ریدالف به BFD بستگی ندارد و به بررسی اینکه آیا BFD کار می کند کمک می کند. 